# Robb Stark
Robb Stark, smeknamnet den Unge Vargen, är en fiktiv figur i Sagan om is och eld av den amerikanska författaren George RR Martin, och dess TV-anpassning Game of Thrones.
Robb är introducerad i Kampen om järntronen (1996) och är den äldsta sonen och arvingen till den ärade lord Eddard Stark från Winterfell, som är Nordens överordnade och Eddards maka Lady Catelyn Stark. Han dök därefter upp i Martins Kungarnas krig (1998) och Svärdets makt (2000), efter att hans far fångades och avrättades av Lannisters i King's Landing, och samlar sina nordliga bannermän och krönas "Kungen i Norden", och marscherar söderut för att söka hämnd mot Huset Lannister och självständighet för hans nya kungarike. Robb och hans norra armé drabbas av oväntade händelser under hans morbror Edmure Tullys bröllop, genom Huset Frey och Huset Bolton.  Händelserna, som förekom i den tredje romanen och tredje säsongsavsnittet "The Rains of Castamere", chockerade både läsarna av boken och tittarna av TV-serien.     
Robb framställs av skådespelaren Richard Madden i Game of Thrones.